# Sagittaria natans
Espèce
Synonymes
- Sagittaria alpina Willd.[2]
- Sagittaria sagittifolia f. auriculata Kom.[2]

Sagittaria natans est une espèce de plantes à fleurs de la famille des Alismataceae originaire du Nord de l'Europe et de l'Asie et fréquemment cultivée ailleurs comme plante ornementale aquatique dans les aquariums et les étangs artificiels.

## Systématique
L'espèce Sagittaria natans a été décrite en 1776 par le naturaliste allemand Peter Simon Pallas (1741-1811).

## Répartition
Sagittaria natans est répandue dans une grande partie de la Russie et signalée également en Finlande, en Suède, en Mongolie, au Japon, en Corée, au Kazakhstan et en Chine (Heilongjiang, Jilin, Liaoning, Mongolie-Intérieure, Xinjiang).

## Description
Sagittaria natans est une plante aquatique qui pousse dans les plans d'eau lents et stagnants tels que les étangs et les petits ruisseaux. Ses feuilles flottantes sont linéaires, en forme de cœur ou de flèche.

## Liste des variétés
Selon Tropicos (17 octobre 2021) :
- variété Sagittaria natans var. gracillima S. Watson
- variété Sagittaria natans var. lorata Chapm.
- variété Sagittaria natans var. pusilla (Nutt.) Chapm.